# Cibolero
Un cibolero (plural: ciboleros) fue un tipo de cazador de búfalos colonial Novohispano, luego mexicano de Nuevo México. La palabra en español para búfalo como se usa en Nuevo México es cíbolo; por lo tanto, el nombre cibolero es para el cazador de búfalos.

## Historia

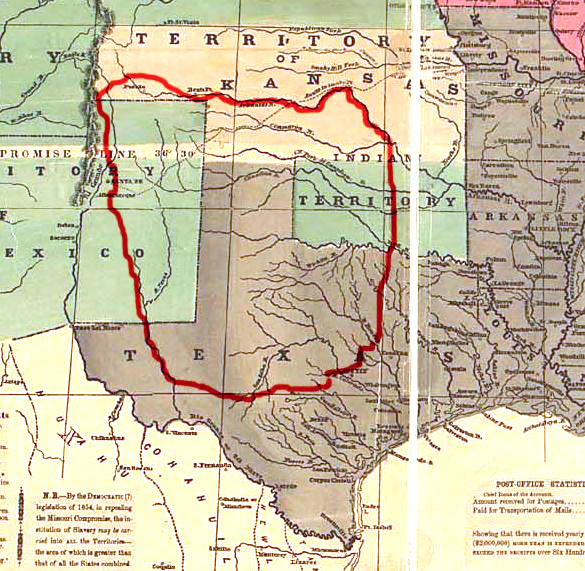
Campo de caza de los ciboleros

El cibolero cazaba el bisonte americano en las llanuras de lo que hoy es el este de Nuevo México y Tejas, en las áreas aproximadamente conocidas como Llano Estacado y Comanchería. Su dominio se extendía tan al este y al norte como Nebraska. Los ciboleros cazaban búfalos generalmente a fines del otoño una vez que se hubieran cosechado los cultivos de verano. Muchos ciboleros de Nuevo México vivían a lo largo o cerca del río Pecos desde los pueblos de San José y Tecolote y hacia el sur hacia La Cuesta (ahora la ciudad de Villanueva, Nuevo México).
Josiah Gregg dio esta descripción de un cibolero que encontró contando:

A medida que avanzábamos en nuestra marcha, observamos a un jinete acercándose, que se entusiasmó ante una considerable curiosidad. Sin embargo, su traje pintoresco y su peculiaridad de comportamiento pronto lo desenmascararon como un cibolero mexicano o un cazador de búfalos.

John Miller Morris explicó la importancia histórica de los ciboleros diciendo:

Los colonos de Juan de Oñate y los colonos posteriores habían introducido caballos, reses, animales de carga, cultivos, frutas, cabras y ovejas domesticados en Nuevo México, comenzando un proceso de transculturación significativo para el suministro de alimentos y el transporte regional. Los nativos de las planicies de bisontes, por ejemplo, intercambiaron rápidamente información con los hispanos de la frontera sobre el deporte de la caza de búfalos. Este proceso desarrolló uno de los hombres de la frontera más simbólicos de los siglos XVIII y XIX en el sudoeste: el emocionante, deportivo, y distintivo, el cibolero de las llanuras orientales de bisontes. El Llano sirvió como el principal punto de aculturación para muchos ciboleros, un punto donde las ideas, palabras, bienes y prácticas fluían entre el este y el oeste. El cibolero también facilitó la supervivencia de poblaciones enteras, aumentando el antiguo flujo de carne de bisonte del llano al valle, suplantando y transformando gradualmente a los muchos cientos de ex comerciantes nativos.

La forma de vida de los ciboleros terminó a fines de la década de 1870 con la destrucción del bisonte estadounidense. Los ciboleros aún son recordados en las canciones populares de Nuevo México, en eventos culturales y tradiciones orales familiares.

## Ficción
Los ciboleros son una parte integral de algunas obras de ficción relacionadas con el sudoeste y el oeste americano. Por ejemplo, La caza del búfalo de José: un relato de la Historia, que cuenta una caza del bisonte por un cibolero en 1866. La novela Cibolero, ambientada en el contexto del cambio del dominio español al mexicano, incluye descripciones de cazas de bisontes a principios del siglo XIX.